# Platypyxis inconstantia
Platypyxis inconstantia is een mosdiertjessoort uit de familie van de Calloporidae. De wetenschappelijke naam van de soort werd voor het eerst geldig gepubliceerd in 1914 door Kluge.